# Dolores Delgado
Dolores Delgado García (Madrid, 9 de noviembre de 1962) es una fiscal española, fiscal general del Estado entre 2020 y 2022. Actualmente es fiscal de Sala en materia de Derechos Humanos y Memoria Democrática de la Fiscalía General del Estado desde 2023.
Ha desarrollado gran parte de su carrera profesional en el Ministerio Fiscal, destinada en las fiscalías del Tribunal Superior de Justicia de Cataluña, en la Fiscalía Especial Antidroga y en la Audiencia Nacional, donde ha trabajado entre 1993 y 2022 como experta en terrorismo yihadista. En 2022 fue ascendida a fiscal de Sala en la Fiscalía Togada del Tribunal Supremo.
En junio de 2018, el presidente del Gobierno, Pedro Sánchez, la nombró ministra de Justicia y ex officio notaria mayor del Reino, cargo que ocupó hasta su cese en enero de 2020. Tras esto, el Gobierno la nombró fiscal general del Estado, cargo que ocupó hasta su cese a petición propia en julio de 2022.

## Biografía

### Primeros años y formación
Nació en Madrid en 1962. Se licenció en derecho en la Universidad Autónoma de Madrid (UAM) y cursó posteriormente un máster impartido por la Escuela de Práctica Jurídica de Madrid y la Universidad Complutense. Contrajo matrimonio en 1986 con Jordi Valls, con quien ha tenido dos hijos.

### Carrera fiscal
Ganó una plaza de fiscal por oposición en 1989. Conocida como «Lola», ha trabajado como fiscal en el Tribunal Superior de Justicia de Cataluña (1989-1993), en la Fiscalía Especial Antidroga, y, desde 1993, en la Audiencia Nacional.
Próxima a Baltasar Garzón, es experta en la lucha contra el terrorismo yihadista. En 2013 se mostró en contra de la entrega a Suiza del informático francoitaliano Hervé Falciani. Delgado, que participó como fiscal en el caso de Adolfo Scilingo, se ha mostrado contraria a recortes al principio de justicia universal. Miembro de la Unión Progresista de Fiscales, en abril de 2018 se convirtió en vocal del Consejo Fiscal.

### Ministra de Justicia
Fue escogida por el presidente del Gobierno Pedro Sánchez para formar parte de su nuevo consejo de ministros, constituido tras la moción de censura contra Mariano Rajoy que salió adelante el 1 de junio de 2018. Felipe VI sancionó mediante Real Decreto de 6 de junio su nombramiento como titular de la cartera de Justicia; Delgado tomó posesión del cargo —que también conlleva el título honorífico ex officio de «Notaria Mayor del reino»— el 7 de junio en La Zarzuela.
En septiembre de 2018 fue reprobada en el Senado con los votos de Partido Popular y Ciudadanos por no ser suficientemente contundente a la hora de defender al juez Pablo Llarena ante los tribunales belgas.
El 9 de octubre de 2018 fue reprobada por el Congreso de los Diputados a propuesta del Partido Popular por sus «perversas amistades» con el comisario jubilado José Manuel Villarejo y también por su relación con el que fuera juez de la Audiencia Nacional Baltasar Garzón.
El 24 de octubre de 2019, fue una de los representantes del gobierno en funciones en la exhumación de Francisco Franco, ejerciendo como Notaria Mayor del Reino, dando fe de la extracción sin incidentes del féretro con los restos del dictador en su interior.
El 22 de noviembre de 2018 fue reprobada de nuevo por la Cámara Baja, siendo esta la segunda vez (tercera con la reprobación del Senado), por haber instado a la Abogacía del Estado a descartar el delito de rebelión a los líderes separatistas encarcelados.
Cesó como ministra de Justicia el 13 de enero de 2020, siendo sustituida por Juan Carlos Campo.

### Fiscal general del Estado
Tras la formación del nuevo gobierno resultante de los pactos derivados de los resultados de las elecciones generales del 10 de noviembre de 2019, éste la propuso como candidata a fiscal general del Estado el mismo día de su cese como ministra.
El 16 de enero de 2020, el Consejo General del Poder Judicial avaló su nombramiento como fiscal general por doce votos a favor y siete en contra. Uno de los principales argumentos en contra de su nombramiento, y al que se sostuvieron la mayoría de los que lo rechazaron, fue que no había solución de continuidad entre su puesto como miembro del Gobierno y su nombramiento como fiscal general, lo que podría hacer percibir a la ciudadanía una falta de independencia del Ministerio Fiscal.
La candidata a fiscal general compareció ante la Comisión de Justicia del Congreso de los Diputados el 20 de febrero de 2020, con el objetivo de que la cámara baja valorase su idoneidad, muy cuestionada por su anterior cargo ministerial. En su comparecencia, Delgado afirmó que su paso por el Gobierno había sido un factor que había «enriquecido» su perfil.
Prometió el cargo ante el rey de España, Felipe VI, el 26 de febrero.
En mayo de 2020, el Partido Popular recurrió su nombramiento como fiscal general al considerar que existe una «falta total de objetividad y de imparcialidad», debido a su anterior cargo como ministra del Gobierno. En octubre de 2021 el Tribunal Supremo rechazó el recurso.
El 19 de julio de 2022 se hizo público la intención de la fiscal general de renunciar al cargo por motivos de salud, tras una operación quirúrgica en la espalda. El cese se hizo oficial el 20 de julio, asumiendo el cargo de forma interina la teniente fiscal María Ángeles Sánchez Conde, hasta el nombramiento de un nuevo fiscal general.

### Vuelta a la carrera fiscal
Tras abandonar la Fiscalía General se reincorporó a su plaza en la Fiscalía de la Audiencia Nacional el 26 de julio de 2022. En septiembre de ese año ascendió a la categoría de fiscal de Sala, máxima categoría de la Carrera Fiscal. Se hizo efectivo a principios del mes siguiente, siendo nombrada fiscal de Sala de la Fiscalía Togada del Tribunal Supremo.
El 8 de junio de 2023 el fiscal general la designó como la primera fiscal de Sala de Derechos Humanos y Memoria Democrática.

#### Anulación del ascenso de Dolores Delgado por parte del Tribunal Supremo
La Sala de lo Contencioso-Administrativo del Tribunal Supremo anuló por unanimidad, el 21 de noviembre de 2023, el ascenso de Dolores Delgado a fiscal de Sala. El Alto Tribunal estimó parcialmente el recurso del fiscal Luis Rueda, quien impugnó el real decreto de nombramiento de Delgado como fiscal de Sala de lo Militar. El Supremo apreció desviación de poder en el nombramiento y ordenó retrotraer las actuaciones. Meses después, el 7 de mayo de 2024, La Sala de lo Contencioso-Administrativo del Tribunal Supremo volvió a anular, por mayoría, el nombramiento de Delgado —en esta ocasión como fiscal de Sala de Memoria Democrática—. El Alto Tribunal estimó los tres recursos presentados contra el Real Decreto, de 13 de junio de 2023, por el que se nombró a Dolores Delgado como fiscal de Sala de la Fiscalía en Materia de Derechos Humanos y Memoria Democrática.

## Distinciones y condecoraciones
- Gran Cruz de la Real Orden de Carlos III (2021)[42]